# 딕 리

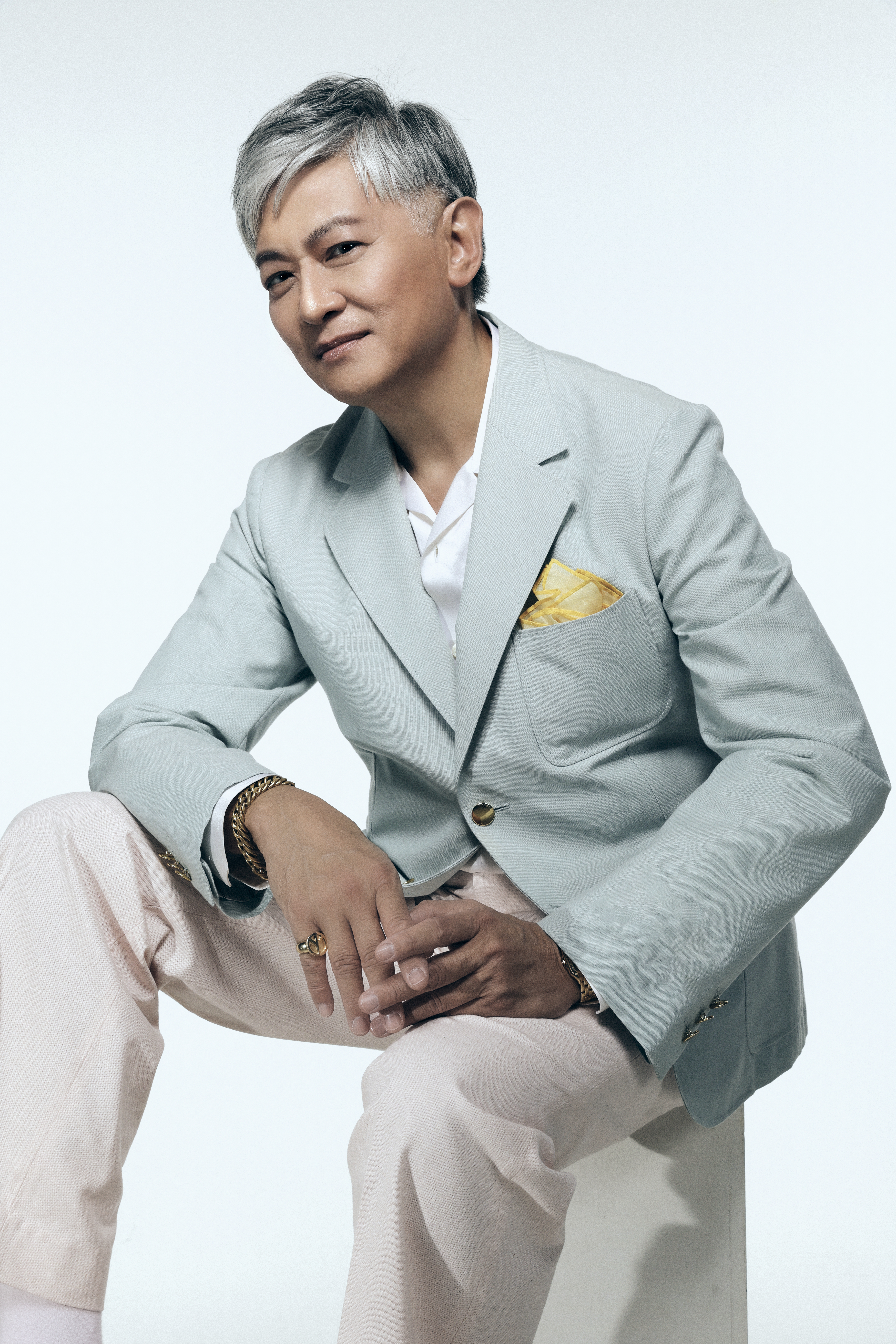

딕 리(李炳文; Richard "Dick" Lee Peng Boon, 이병문)은 1956년 8월 24일에 출생한 싱가폴 팝 가수, 작곡가, 작사가(songwriter), 및 극작가(playwright)이다.
해협시보(The Straits Times)를 쓰는 페라나칸 출신(Peranakan)의 아버지 이깁이(Lee Kip Lee) 및 중국인 어머니 Elizabeth Tan의 막내 아들이다. 형 셋과 누나 하나가 있었다. 가톨릭 신자로서,
성 마이클 학교(St. Michael's School) 및 성 요셉 학원(St. Joseph's Institution)에서 공부하였다. 1992년, 재즈(jazz)가수 Jacintha Abisheganaden과 결혼하였다가 몇 년 후 이혼하였다.